# Brother’s Little Helper
«Brother’s Little Helper» (с англ. — «Маленький Помощник Брата») — второй эпизод одиннадцатого сезона мультсериала «Симпсоны». Впервые вышел в эфир 3 октября 1999 года. Название и содержание эпизода перекликается с известной песней группы Rolling Stones «Mother's Little Helper» — «Маленький помощник мамы» (1966).

## Сюжет
Барта ловят за учинением очередного деструктивного акта в День Пожарной Тревоги. Гомеру и Мардж ничего не остаётся, как посадить сорванца на лекарства. Мальчик начинает принимать «Фокусин» — экспериментальный препарат от дефицита внимания, который поначалу делает из Барта примерного пай-мальчика. Но у лекарства есть один странный побочный эффект — Барт становится параноиком, утверждающим, что Главная Бейсбольная Лига использует свой спутник, чтобы читать его мысли. Мардж и Гомер пытаются отучить Барта от принятия фокусина, но тщетно — у мальчика случается передозировка. Во время передозировки фокусина Барт угоняет танк из близлежащей армейской базы и сбивает тот самый спутник из пушки. Спутник действительно контролировался Главной Бейсбольной Лигой, но тут на вертолёте в Спрингфилд прилетает известный бейсболист Марк МакГвайер. Он убеждает всех, что ничего подозрительного не происходит, показав жителям свой коронный приём. Жители города забывают о происшествии, а Барт возвращается к своему бывшему препарату — риталину…